# 西氏尖條鰍
西氏尖條鰍（學名：Oxynoemacheilus ciceki），為輻鰭魚綱鯉形目條鰍科尖條鰍屬的其中一種。分布於亞洲土耳其開塞利省蘇丹沼澤流域，本魚體延長，口亞下位，下唇厚，上唇具皺褶，具觸鬚3對，體側面黃棕色或淺灰色，帶有不規則斑點，頰部有許多小斑點，側線完整，體長可達5.8公分，棲息在底層水域，生活習性不明。

## 扩展阅读
維基物種上的相關：西氏尖條鰍